# Mariya Shekerova
Mariya Aleksandrovna Shekerova (ur. 9 grudnia 1988) – uzbecka, a od 2012 roku rosyjska judoczka. Olimpijka z Pekinu 2008, gdzie zajęła osiemnaste miejsce w wadze ciężkiej.
Uczestniczka mistrzostw świata w 2008, 2013 i 2017. Startowała w Pucharze Świata w 2012 i 2013. Zdobyła pięć medali mistrzostw Azji w latach 2004 - 2008. Brązowa medalistka Uniwersjady w 2013 roku.

## Letnie Igrzyska Olimpijskie 2008
| Konkurencja | Eliminacje                   | Klas. końcowa |
| Konkurencja | Przeciwnik I                 | Miejsce       |
| ----------- | ---------------------------- | ------------- |
| +78 kg      | Anne-Sophie Mondière (FRA) P | 18.           |